# Virus Marburg
Virus Marburg (okrajšava MARV) je kompleksen virus iz družine filovirusov, ki ga najdemo v Afriki. Ime je dobil po mestu Marburg v Nemčiji, kjer so ga leta 1967 prvič dokumentirali.

## Opis
Virus Marburg je soroden Eboli in se primarno pojavlja v Osrednji Afriki. Do okužbe z virusom lahko pride pri stiku z okuženim tkivom primatov. 
Virus je izjemno kužen in pri človeku povzroča hudo obliko hemoragične mrzlice, ki prizadene več organov in je skoraj vedno smrtna.